# Цянь Сюань
Цянь Сюа́нь (кит. трад. 錢選, упр. 钱选, пиньинь Qian Xuan, Wade-Giles: Ch'ien Hsüan, EFEO: Ts'ien Siuan), также (по второму имени) Цянь Шуньцзуй (кит. трад. 錢舜舉, упр. 钱舜举, пиньинь Qian Shunju, W.-G.: Ch'ien Shun-chü, EFEO: Ts'ien Chouen-kiu), по прозванию Юйтань  (玉潭, W.-G.: Yü-t'an, — «Нефритовая пучина»), Сюньфэн (巽峰, EFEO: Souen-fong, — «Покорный пик»), род. ок. 1235 — ум. до 1307, — китайский художник и поэт.

## Биография
Жизнь художника пришлась на переломную эпоху, когда китайское государство Южная Сун (1127—1279), несмотря на сопротивление, было разгромлено войсками Хубилай-хана, и в Китае была установлена власть монголов.
Цянь Сюань родился в расположенном на юге Китая уезде Учэн области Хучжоу (современный городской округ Хучжоу провинции Чжэцзян) в семье, имевшей долгую историю чиновного служения. Китайская историческая традиция утверждает, что Цянь Сюань с блеском выдержав экзамены и получив высшую степень «цзиньши» ещё при старом, «китайском» режиме, отказался служить монголам, удалившись от дел и став «иминь» (так в Китае называли людей отказавшихся участвовать в государственной службе). В действительности Цянь Сюань никогда не был «цзиньши». В 1262 году он прибыл в южносунскую столицу Линьань (ныне это г. Ханчжоу), чтобы сдать экзамены на высшую степень (цзиньши), но потерпел неудачу. Несмотря на это в столичных образованных кругах он зарекомендовал себя как перспективный учёный, и с уверенностью смотрел в будущее. Будучи способным исследователем и знатоком классических текстов, а также одарённым каллиграфом, живописцем и литератором, Цянь Сюань имел успех среди  интеллектуалов Линьаня. Столица в середине XIII века, по свидетельствам учёных-современников, представляла собой, великолепный город с превосходными садами, роскошными особняками, и живописными озёрами, в котором «редкий день проходил без увеселений и изысканных развлечений». Впоследствии Цянь с ностальгической грустью вспоминал его в своих четверостишиях. После первой неудачи, Цянь Сюань был вторично зарегистрирован как кандидат на сдачу экзаменов, но в 1276 году, когда он собрался на переэкзаменовку, Линьань захватили монголы. Столичное чиновничество и интеллигенция бежали из города. Часть из них осела в Усине, который в этот период стал одним из важнейших культурных центров Китайской империи.
После того, как пала столица, и весь Китай оказался в руках монголов, установивших новую правящую династию, Цянь Сюань, подобно многим образованным чиновникам, испытал глубочайшее разочарование. В жизни образованного чиновного класса произошли драматические перемены: верой и правдой служившие государству, они вмиг оказались чуждыми и находящимися под подозрением людьми. В результате, несмотря на то, что позднее монгольская администрация стала приглашать этот образованный класс на государственную службу, многие из учёных-чиновников предпочли зарабатывать на жизнь живописью, гаданием, медициной и прочими нетрадиционными для них занятиями, которые среди служащих считались низкими, если не презираемыми. Цянь Сюань, которому к тому моменту было сорок с небольшим лет, тоже резко изменил социальный статус. Его разочарование было столь велико, что он сжёг несколько томов своих исследований конфуцианских классических текстов, которые написал в молодости, и начал карьеру профессионального художника в родном Усине. Этот жест был чем-то большим, чем только признаком нежелания служить монголам. В надписи на одной из своих картин Цянь Сюань выражает грустные мысли о бесполезности учёных-чиновников, традиционных попечителей китайской культуры, которые оказались неспособны защитить нацию от монгольской опасности. Позднее он подтвердил свою антимонгольскую позицию тем, что отказался регистрироваться у новой администрации в качестве главы «жу-ху» («конфуцианской семьи»), несмотря на то, что этот статус давал существенные преимущества в налогообложении.
После захвата монголами в Усине было установлено руководство, состоявшее из самих монголов и китайцев-северян, которые охотнее шли на сотрудничество с завоевателями, чем южане, которых монголы поставили в самый низ учреждённой ими общественной иерархии. Это служило дополнительным раздражающим фактором в неприятии усинской интеллигенцией монгольской власти. Часть местных интеллектуалов составила то, что в дальнейшем стало известно как «Усин бацзюнь» — «Восемь талантов из Усина»; их идейным вдохновителем стал известный философ-конфуцианец Ао Цзигун (2я пол. XII — нач. XIII в.). Эстетические идеи «талантов из Усина», вызревали уже в последние годы правления династии Южная Сун, монгольское завоевание дало дальнейший толчок их развитию. В эту группу входили как бежавшие из столицы интеллектуалы, так и местные учёные, среди которых выделялся Чжао Мэнфу, принц, принадлежавший к свергнутому монголами сунскому императорскому клану. Этот молодой, талантливый и разносторонне образованный учёный стал учеником и другом Цянь Сюаня несмотря на существенную разницу в возрасте.
«Восемь талантов из Усина» выдвинули творческую программу, целью которой было сохранение традиционных китайских духовных ценностей в условиях монгольского режима. В живописи и каллиграфии они считали необходимым ориентироваться на древние образцы, созданные в период династий Тан (618—907) и Северная Сун (960—1127), а в эстетическом осмыслении искусства стали использовать термин «гуи» — «идея древности», которым обозначали простоту, безыскусность, а в некоторых случаях даже примитивность — черты, присущие, по их мнению, искусству того исторического периода, который им из их настоящего казался «золотым веком» китайского государства. Их живопись в известной мере была попыткой передать этот «дух древности», используя новые изобразительные средства. Эстетические установки объединения позднее подытожил юаньский художественный критик Ся Вэньянь в своём трактате «Тухуй баоцзянь» — «Драгоценное зерцало живописи» (1365г).
После того, как Чжао Мэнфу в 1286 году принял приглашение Хубилай-хана поступить на государственную службу, а его учитель Цянь Сюань, по слухам, дал отказ монгольскому посланнику, патриотически настроенные литераторы на протяжении нескольких веков порицали первого и восхваляли второго. В реальности Цянь Сюань скорее всего отказался от службы в силу преклонных лет (ему тогда шёл шестой десяток). Но, возможно, причина была более сложной, и кроме этого включала его желание жить свободной от условностей чиновного ритуала жизнью, и сложившуюся уже привычку к праздному времяпровождению (из исторических источников известно, что Цянь Сюань злоупотреблял алкоголем; его склонность к возлияниям не ограничивалась обычным для интеллектуалов компанейским застольем, которое было традиционным элементом общения, но заходила гораздо дальше. Чжао Мэнфу, сообщает, что часто после пьянки у Цяня так дрожали руки, что он не мог писать). Несмотря на возможные расхождения, учитель и ученик поддерживали теплые дружеские отношения до самой смерти Цянь Сюаня. По всей вероятности, это были не столько учитель и ученик, сколько два единомышленника, практически одинаково понимавшие искусство и суть своих поисков в нём.
Цянь Сюань писал картины в самых разных жанрах на самые разные темы, но наибольший успех имели его картины в жанре «цветы-птицы». Свои произведения он был обязан продавать через чайные и книжные лавки. Торговля его работами имела такой успех, что на рынке стали появляться подделки, в связи с чем Цяню в старости пришлось изменить манеру. В 1971 году в гробнице минского принца Чжу Таня, умершего в 1389 году, обнаружили свиток Цянь Сюаня с изображением лотосов. В надписи на нём художник сообщает, что вынужден сменить свою подпись-псевдоним и использовать некоторые новые идеи для того, чтобы разрушить планы поддельщиков.
Остаток жизни Цянь Сюань провёл в родном Усине. Точная дата смерти художника не известна. Документы позволяют сделать заключение, что он скончался до 1307 года.

## Творчество. Пейзаж
Творческие устремления Цянь Сюаня были связаны с эстетикой, выработанной «усинской восьмёркой», и совпадали с замыслами Чжао Мэнфу, но отличались своими результатами, поскольку Чжао был гораздо более крупным мастером. Следование идее «гуи» можно видеть во многих его работах, в частности в одном из самых известных свитков «Ван Сичжи наблюдает за гусями» (ок. 1295г; бумага, тушь, краски; 23,2х92,7 см, Музей Метрополитен, Нью-Йорк).
Ван Сичжи (303—361) был знаменитым каллиграфом прошлого, письмо которого стало образцом для многих поколений образованного чиновничества. Из своего прославленного Павильона Орхидей он наблюдал за гусями для того, чтобы проникнуться их движениями, и передать их красоту в изящном каллиграфическом почерке. Пейзаж Цянь Сюаня выдержан в сине-зелёных тонах, он отсылает зрителя к танским пейзажам семейства Ли, в то время как асимметричная композиция картины вызывает в памяти произведения Ма Юаня. Однако это лишь поверхностный взгляд. Левая часть композиции выглядит плоской картинкой и выпадает из остального, как бы уходящего вдаль пространства. Написанная в архаичном стиле она намеренно отходит от южно-сунского натурализма. Этому способствует несколько наивный рисунок гусей и человеческих фигурок. Треугольные горы вдали напоминают до-танский пейзаж с его геометрической простотой. Бледные «брови» дальних пиков — мотив, позаимствованный из южно-сунской академической живописи. Словом, произведение представляет собой попытку синтеза самых разных элементов старинной живописи ради извлечения из этой смеси квинтэссенции — «гуи» (духа древности). Исследователи подчёркивают также, что эклектичная архаика и некоторый примитивизм этой работы как бы утверждают примат традиции учёных-художников (то есть любителей) над профессионально постигаемыми навыками членов Академии. Это наблюдение подтверждается систематическим использованием Цянь Сюанем бумаги, которую применяли для своих живописных и каллиграфических упражнений учёные, а не шёлка, которым обычно пользовались художники-академисты. В поэтической надписи на свитке Цянь восхваляет способность Ван Сичжи к свободному существованию в период политических пертурбаций, когда половиной Китая правила некитайская династия, вероятно, намекая на своё и своих коллег положение.
Иной тип пейзажа можно видеть в другой, не менее известной картине Цянь Сюаня, которую он назвал «Жилище в плывущих нефритовых горах» (бумага, тушь, краски; 29,6х98,7 см; Музей Шанхая). В отличие от большинства его пейзажных картин выдержанных в архаическом сине-зелёном стиле, эта работа имеет неяркую, бедную гамму. В своей надписи Цянь Сюань сообщает, что это изображение его горного уединённого пристанища, расположенного к западу от Усина. На свитке начертано несколько хвалебных колофонов юаньскими и более поздними художниками и литераторами, что свидетельствует о значимости этого произведения в истории китайской живописи. Три надписи, принадлежащие Хуан Гунвану, поэту Чжан Юю (1337—1385) и раннеминскому художнику Яо Шоу сообщают, что как живописец Чжао Мэнфу многим обязан Цянь Сюаню. В дискуссиях о датировке произведения большинство авторов склоняются к тому, что это ранняя работа Цянь Сюаня.
В пейзаже отсутствуют все основные черты академического сунского стиля: нет тщательно скомпонованных и натуралистически изображённых гор, утопающих в туманной дымке, нет текстурного разнообразия горной поверхности. Картина выглядит большим шагом назад по сравнению с работами мастеров X—XII веков, и создаёт впечатление, что на этом произведении великая традиция сунского пейзажа пресеклась.
На картине изображены три покрытых деревьями острова; текстура их камней и скал передана с помощью мягких параллельных мазков кисти, сходных с манерой Дунь Юаня. Некоторые исследователи предполагают, что картина создана после того, как в 1295 году в Усин вернулся Чжао Мэнфу, который привёз с собой множество живописных свитков с севера Китая, среди которых были и работы Дун Юаня (раб. в 934—962 гг). Именно этот старинный мастер цзяннаньского пейзажа, имевший скромный культурный резонанс до того, как его «заново открыл» Чжао Мэнфу, повлиял на творчество усинских художников в период Юань. Угловатые горы в центре композиции со склонами, похожими на стиральную доску и плотной листвой перекликаются с художественными идеями Фань Куаня (раб. 1023—1031) и Ли Тана (ок.1070 — ок. 1150). В картине нет попытки передать пространственную глубину, она имеет намеренно плоский вид; видны также нарушения масштаба в изображении гор и деревьев; в результате она создаёт ощущение неравномерности пространства и даже тревоги. Словом, это ещё одна попытка синтезировать разные старинные техники пейзажа с целью выразить «дух древности», приведшая к такому достаточно неожиданному итогу. Картина сопровождается поэмой Цянь Сюаня, в которой он описывает, какой свободной становится его душа в этих безбрежных горных просторах. Маленький домик в окружении гор и деревьев был символом уединённости и бегства от тягот и сложностей жизни; этот символ в дальнейшем перекочевал в картины художников поздней Юань и стал весьма распространённым мотивом.
Другой пейзаж с таким же мотивом «Горная обитель» (бумага, тушь, краски; 26,5х111,6 см; Гугун, Пекин) выдержан в более традиционном танском сине-зелёном стиле. Художник применяет тонкую обрисовку тушью и густые минеральные краски. Горы, а также сосны и прочие деревья написаны в архаичной манере, частью апеллирующей к до-танским образцам. Дальняя высокая гора напоминает работы Цзюйжаня (раб. в 960-985гг); бледные горы на горизонте своей геометрической простотой повторяют те, что изображены на картине «Ван Сичжи наблюдает за гусями». Возрождение забытых и полузабытых древних стилей было главной особенностью пейзажей Цянь Сюаня.

## Цветы-птицы
В своих поздних картинах жанра цветы и птицы Цянь также постарался отойти от южносунской традиции. Большинство художников его времени писало «цветы-птицы» в ярких, натуралистических тонах, продолжая традиции «сунского реализма». Работы Цяня обычно написаны более блеклыми тонами, хотя в своем рисунке безупречны. Произведения мастера в этом жанре имели большой успех при его жизни; сегодня они существуют в нескольких экземплярах и хорошо изучены. Картины выполнены ровной тонкой линией обрисовки и размывами светлого пигмента. В отличие от нарядных сунских картин эти произведения полны меланхолии и хрупкого изящества. Похоже, что Цянь Сюань стремился избежать выражения любых сильных эмоций; исследователи считают, что эта особенность могла быть как следствием его темперамента и тонкого вкуса, так и стремления отмежеваться от вала стандартной коммерческой продукции, представленной на художественном рынке.
«Цветущие ветви дикой яблони и гардении» (бумага, тушь, краски; 29,2х78,3 см; Галерея Фрир, Вашингтон) представляет собой два альбомных листа, смонтированные в свиток. На листах нет подписи художника, но стоят его печати. На свитке начертаны три колофона, один из которых принадлежит Чжао Мэнфу, утверждающему, что это подлинная работа Цянь Сюаня, а весь прочий «мусор, сделан его последователями». Серия из восьми похожих цветущих веток, также написанных на отдельных листах и смонтированных в свиток, хранится в пекинском Дворцовом музее (Гугун), причём ветви, изображённые на листах из Галереи Фрир почти копируют два из восьми пекинских листов. В связи с этим исследователи не исключают, что «Две цветущие ветви» из Фрир в прошлом могли быть частью более обширной серии.
Другая работа в этом жанре «Цветущая груша» (ок. 1280г; бумага, тушь, краски; 31.1х95,3 см; Музей Метрополитен, Нью-Йорк) пронизана тем же изяществом и исполнена в той же технике. Несмотря на то, что изображена лишь ветка цветущего растения, в четверостишии, приписанном рукой художника, картине придан совсем другой смысловой оттенок. Он пишет о своей печали по утраченной красоте, говоря о ветке груши, но иносказательно намекая на разрушенную южносунскую цивилизацию: «как по-разному переливалась она, купаясь в золотых лучах лунного света, пока не наступила темнота». Печаль по утраченному миру была столь велика, что этим чувством были пронизаны даже картины такого жизнеутверждающего жанра, как «цветы-птицы»; выраженный художником тайный посыл был понятен всем образованным людям, приобретавшим его работы.
- Цветущие ветви дикой яблони и гардении. Галерея искусства Фрир, Вашингтон
- Цветущая груша. Музей Метрополитен, Нью-Йорк
- Ранняя осень. Институт искусств. Детройт
- Стрекоза на ветке бамбука. Бостон, Музей изящных искусств.
- Цветы и птицы. Работа в стиле Цянь Сюаня. Кливленд. Музей искусства.
- Белка на ветке персика. Гугун, тайбэй.

Среди произведений Цянь Сюаня в этом жанре есть и превосходные натуралистические изображения насекомых, в которых он продолжает традицию, идущую от сунского мастера Хуан Цюаня (ок.900- 965) («Стрекоза на ветке бамбука», 37.2 x 27.5 см; Бостон, Музей изящных искусств; «Ранняя весна», 26.7 x 120.7 см; Детройт Институт искусства, и др.), и изображения птиц и насекомых («Цветы и птицы», 29,4х28,8 см; Кливленд, Музей искусства) и изображения животных («Белка на ветке персика»,26,3х44,3 см; Национальный дворцовый музей, Тайбэй).

## Живопись фигур
Следование «духу древности» (гуи) распространялось и на живопись фигур; в этом жанре художник ориентировался на древние образцы Янь Либэня, У Даоцзы, Хань Ганя и Ли Гунлиня. Живопись фигур выделилась в особый жанр и достигла высот во времена династии Тан. В период Сун она поддерживалась многими выдающимися художниками, членами Академии живописи, которые, следуя шестому правилу Се Хэ, копировали танские работы, «улучшая» их и придавая им стилистику, характерную для сунской Академии живописи. В отличие от них Цянь Сюань пытался передать простоту древней живописи.
Картина «Ян Гуйфэй садится на коня» (бумага, тушь, краски; 29,5х117 см; Галерея Фрир, Вашингтон) была скопирована со старинной работы, которая традиционно приписывалась Хань Ганю (ок.706 — 783). На ней изображён император Минхуан (Сюань-цзун, правил в 713-756гг), наблюдающий, как его любимая наложница Ян Гуйфэй садится на коня, чтобы отправиться с ним на охоту. Подобно всем архаичным работам в этом жанре, вокруг главных героев картины нет никакого предметного окружения, нет никакого пейзажа, с ними только служанки и конюхи. На свитке художник начертал свои стихи, в которых задаёт назидательный вопрос: как получилось, что император Минхуан разъезжавший на роскошных конях с нефритовой уздечкой, оказался убегающим в царство Шу на осле? (намёк на чрезмерную любовь к красавице Ян Гуйфэй, погубившей империю).
Другая копия старинной работы «Ши Мяо и телёнок» (28.5x112 см, Гугун, Тайбэй) отправляет зрителя к событиям времён Троецарствия и государства Вэй (220-265гг) . Ши Мяо (ум. ок. 240г) был высокопоставленным чиновником в правительстве Цао Цао (ок. 155-220гг). Однажды его жёлтая корова родила телёнка, но поскольку вскоре Ши Мяо ушёл с государственной службы, он не стал его брать с собой, потому что считал, что телёнок принадлежит государству, а не ему (то есть проявил высочайшую политическую добродетельность, но все решили, что он сошёл с ума). Из исторических источников известно, что первую картину на эту тему написал танский художник Чжоу Фан (работал в 780-810гг). На свитке слева стоят чиновники с дарами, провожающие Ши Мяо, справа сам Ши Мяо прощается с ними, оставляя государственным мужам телёнка. В его повозку впряжена та самая корова, вокруг теленка которой возникла эта назидательная история. Существует и картина Чжао Мэнфу на эту тему; вероятно, история о добродетельности чиновника Ши Мяо была популярна и особо актуальна в юаньское время.
Согласно трактату Ся Вэньяня «Тухуй баоцзянь» — «Драгоценное зерцало живописи» (1365г), Цянь Сюань часто сопровождал свои картины стихами. Поэтому он остался в китайской истории и как одарённый поэт, и как неплохой каллиграф. Несмотря на то, что став художником-профессионалом Цянь Сюань поставил себя в зависимость от рыночного спроса, он сумел избежать стандартов расхожей рыночной продукции, создав, по сути, новое искусство. Его усилия по новаторскому прочтению старинной живописи, вкупе с усилиями Чжао Мэнфу, очертили путь, по которому пошли все крупные художники позднего периода Юань.

## Список произведений Цянь Сюаня
(по книге: Cahill, James. An index of early Chinese painters and paintings: Tʻang, Sung, and Yüan. — University of California Press, 1980 .)
В списке приведены произведения, в отношении которых нет сомнений, что это не работы Цянь Сюаня. Таких поздних копий, либо подделок существует несколько десятков.
- 1 Юноша в красном верхом на коне с большим луком в руке. Свиток. Стихи автора, и дата 1290 г. Несколько надписей эпохи Юань и Мин. Британский Музей, Лондон.
- 2 Белый лотос, цветы и листья. Тушь и светло-зелёные краски на бумаге. Свиток. Колофоны Фэн Цзычжэна, Чжай Яня. Найден в гробнице Чжу Таня (ум. в 1389г) Музей провинции Шаньдун, Цзинянь.
- 3 Горная обитель. Речной пейзаж в архаическом стиле. Свиток, тушь краски по бумаге. Подписан. Пекин, Гугун.
- 4 Восемь цветков. Свиток, тушь и краски по бумаге. Надпись Чжао Мэнфу. Два цветка похожи на свиток из галереи Фрир. Гугун, Пекин
- 5 Жилище в горах Фоуюй. Свиток, тушь и краски по бумаге. Есть надпись и подпись автора. Колофоны Чжан Юя и Хуан Гунвана (оба датир. 1348г), Яо Шоу и других. Шанхай, музей
- 6 Император Минхуан учит Ян Гуйфэй играть на флейте. Свиток. Колофоны эпохи Юань. Возможно копия. Ранее находился в Гугун, Пекин
- 7 Сунский поэт Линь Бу смотрит на ветку сливы в вазе, слуга и журавль слева. Свиток. Подписан и надписан. TWSY ming-chi 92
- 8 Свиток с постройками на острове и людьми на мосту. Подписан и надписан. Гугун, Пекин?
- 9 Лу Дун готовит чай на садовой террасе. Печать автора. Приписана поэма императора Цяньлуна. Возм. Копия. Гугун, Тайбэй.
- 10 Дыня, фрукты и цветы. Подписан. Поэма автора. Гугун, Тайбэй
- 11 Ожидая переправу на туманной реке. Есть надпись и подпись художника. Гугун, Тайбэй
- 12 Два пиона. Поэма, подпись и три печать художника. Колофоны Чжао Мэнфу, Кэ Цзюсы, Ни Цзаня и т. д. Копия. Гугун, Тайбэй.
- 13 Белка на ветке персика. Свиток. Печати художника. Поэма Цяньлуна. Гугун, Тайбэй.
- 14 Ши Мяо оставляет телёнка. Свиток. Подписан. Копия старинной работы. Существуют версии этого сюжета, приписываемые Чжао Мэнфу и Чжоу Фану. Гугун, Тайбэй
- 15 Семеро бессмертных. Свиток. Возможно копия с его работы. Тайбэй, Гугун
- 16 Татарский царь Ши Ло спрашивает о Пути Будды. (по картине Чжао Боцзюя) свиток. Подписан. Четыре колофона. Копия (есть другие версии этого сюжета). Коллекция Ц. Д. Чэнь, Гонконг
- 17 Птичка на ветке цветущего фруктового дерева. Бумага, краски. Близка по стилю Цянь Сюаню.
- 18 Дыня, лотос, груша и росток бамбука. Альбомный лист. Приписывается. Коллекция Ц. Д. Чэнь, Гонконг
- 19 Белые цветы вишни Альбомный лист. Печать художника. Колл. Суганума.
- 20 Дыня и два кузнечика. Альбомный лист. Печать художника. Колл. Суганума
- 21 Краб и редис. Печать художника. Колл. Маруяма
- 22 Хун-яй (Чжан Юнь, даосский отшельник эпохи Тан) перебирается на новое место. Свиток, тушь, шёлк. Подписан. Колофоны Чжу Дэи и других. Возможно близкая копия. Фудзи Юринкан, Киото
- 23 Фрукт и осенние насекомые. Альбомный лист. Надписан и подписан. Приписывается. Музей искусства Масаки
- 24 Маленькая птичка на цветущей ветке груши. Альбомный лист. Приписывается, но вероятно не его работа. Музей Нецу, Токио
- 25 Хуан И (флейтист, живший в IV веке) чистит свои ногти. Фальшивая печать Цянь Сюаня. Приписывается. Колл. Кавасаки
- 26 Ветка цветущего абрикоса. Печать художника. Кавасаки колл.
- 27 Целозия. Подписан. Поэма автора. Возможно, близкая копия. Нац. Музей Киото
- 28 Дикие утки. Приписывается. Возможно копия. Нац. Музей, Токио
- 29 Две птицы на цветущей ветке. Тушь и краски на бумаге. Поэма, подпись автора и две его печати. Возможно имитация. Собрание Ябумото Коцзо, Амагасаки
- 30 Трое странных мужчин приносят тибетского мастиффа и его щенка в дар. Согласно надписи художника, скопировано с картины Янь Либэня. Свиток, печати художника. Колл. Чэн Ци, Токио
- 31 Баклажан. Печать художника. Колл. Чэн Ци, Токио.
- 32 В Японии хранится множество произведений, которые когда-то неопределённо были приписаны Цянь Сюаню, или носят его ложные печати: две картины с изображением пионов в Дайтокудзи, Киото, Пионы в сосуде в Чионин, Киото, Два свитка в изображением лотосов в этом же храме, картина с изобр. Корзины цветов в музее Хаконе
- 33 Цветущие кустарники и растения, птицы и бабочки. Свиток. Подписан. Имитация. Галерея Фрир. Вашингтон
- 34 Сяо И получает свиток Ланьтин от Бяньцая. Свиток. Печать художника. Колофон Вэнь Чжэнмина (по всей вероятности). Копия. Галерея Фрир, Вашингтон.
- 35 Ветки цветущей магнолии и груши. Два альбомных листа смонтированные в свиток. Две печати художника. Колофоны Чжао Мэнфу и других. Галерея Фрир, Вашингтон.
- 36 Ян Гуйфэй садится на коня отправляясь на охоту с императором Сюаньцзуном, сидящим на белом коне. Их сопровождают восемь конюхов и четыре служанки. Свиток, тушь и краски на бумаге. Надпись художника. Есть другие версии этого сюжета. Галерея Фрир, Вашингтон
- 37 Стрекоза на ветке бамбука. Стоят печати художника. Возможно, работа не его, а печати интерполированы. Бостон, Музей Изящных Искусств.
- 38 Иллюстрация к Возвращению домой Тао Юань мина. Подписан. Свиток, тушь и краски по бумаге. Возможно близкая копия. Музей Метрополитен. Н-Й.
- 39 Ван Сичжи восторгается плывущими гусями, глядя из павильона. Свиток, тушь и краски по бумаге. Поэма художника. Печати периода Юань и более поздних веков. Музей Метрополитен Н-Й (Ещё одна версия хранится в Гугун, Тайбэй).
- 40 Ветка цветущей груши. Короткий свиток. Тушь и краски по бумаге. Более двадцати колофонов периода Юань и более поздние. Метрополитен, Н-Й
- 41 Принесённые в дань кони, и конюхи. Свиток. Приписывается. Музей Фогг, Кембридж
- 42 Два голубя на ветке цветущей груши. Короткий свиток. Подпись художника и четыре его печати. Колофоны и поэмы более двадцати ценителей периода Юань и более позднего времени. Муз. Искусства. Цинциннати
- 43 Две птицы на цветущей ветке. Нет подписи и печати, но стиль Цянь Сюаня. Музей искусства, Кливленд
- 44 Ранняя весна (насекомые среди трав и цветов) Свиток. Подпись и печати художника. Возможно, более поздняя работа. Детройт, Институт искусства.
- 45 Три растения. Свиток. Надписи художника и императора Цяньлуна. Возможно, копия. Колл. Франка Каро, Н-Й
- 46 Прощание Су У и Ли Лина. Свиток. Печати художника. Хорошо сделанная работа, но возможно не Цянь Сюаня. Коллекция Э. Эриксона.